# Акжол (Жанакорганський район)
Акжо́л (каз. Ақжол) — село у складі Жанакорганського району Кизилординської області Казахстану. Адміністративний центр та єдиний населений пункт сільського округу імені Машбека Налібаєва.
До 2005 року село називалось Політотділ.
Населення — 1026 осіб (2021; 1020 у 2009, 915 у 1999, 763 у 1989).